# The Roundup: No Way Out
Série The Roundup
The Roundup
(2022) The Roundup: Punishment
(2024)
Pour plus de détails, voir Fiche technique et Distribution.
The Roundup: No Way Out (hangeul : 범죄도시3 ; hanja : 犯罪都市3 ; RR : Beomjoedosi3 ; litt. « La ville du crime 3 ») est un film d'action sud-coréen réalisé par Lee Sang-yong, sorti en 2023. Il s'agit du troisième volet de la série The Roundup (en), après The Outlaws (2017) de Kang Yoon-sung et The Roundup (2022) du même réalisateur.

## Synopsis
Sept ans après sa précédente enquête au Vietnam, Ma Seok-Do traque des gangsters sur une affaire de meurtre et de trafic de drogue de synthèse.

## Fiche technique
Sauf indication contraire ou complémentaire, les informations mentionnées dans cette section peuvent être confirmées par la base de données KMDb
- Titre original : 범죄도시3
- Titre international : The Roundup: No Way Out
- Réalisation : Lee Sang-yong
- Scénario :  Cha Woo-jin et Kim Min-Seong
- Musique : Mok Yeong-jin
- Décors : Bang Gil-seong
- Costumes : Nam Ji-soo
- Photographie : Yi Hyeon
- Son : Park Yong-ki
- Montage : Kim Sun-min
- Production : Don Leen, Kim Hong-baek et Jang Won-seok
- Sociétés de production : Big Punch Pictures, Hong Film et B.A. Entertainment
- Société de distribution : ABO Entertainment
- Pays de production :  Corée du Sud
- Langue originale : coréen
- Format : couleur
- Genre : action, policier
- Durée : 105 minutes
- Date de sortie :
  - Corée du Sud : 31 mai 2023

## Distribution
- Ma Dong-seok : Ma Seok-do
- Lee Joon-hyuk (en) : Joo Seong-cheol
- Munetaka Aoki (en) : Ricky
- Lee Beom-soo : Jang Tae-soo
- Kim Min-jae (en) : Kim Man-jae
- Jeon Seok-ho : Kim Yang-ho
- Ko Kyu-pil (en) : Cho rong-i
- Lee Ji-hoon : Yang Jong-soo
- Kim Do-geon : Jeong David
- Ahn Se-ho : Tomo
- Han Kyu-won : Kim Yong-gook
- Choi Dong-goo : Hwang Dong-goo
- Lee Se-ho : Gong Tae-il
- Kang Yoon : Hiroshi
- Lee Tae-gyoo : Masa
- Hong Joon-yeong : Maha
- Choi Kwang-je : Lee Sang-cheol
- Ryu Sung-hyun : Jeong Kyeong-sik
- Bae Noo-ri (en) : Mi-mi
- Ko Gun-han : Speed
- Yoo In-hyuk : Candy
- Jun Kunimura : Ichizō (apparition exceptionnelle)
- Park Ji-hwan (en) : Jang I-soo (apparition exceptionnelle)

## Production
En juillet 2022, une suite de The Roundup est annoncée sous le titre The Roundup: No Way Out, à nouveau réalisé par Lee Sang-yong et produit par Big Punch Pictures, Hong film et B.A. Entertainment, avec Ma Dong-seok, Lee Joon-hyuk, Munetaka Aoki, Lee Beom-soo, Kim Min-jae, Jeon Seok-ho et Ko Kyu-pil.
Le tournage commence le 20 juillet 2022,. Il s'achève le 15 novembre 2022, selon Ma Dong-seok sur Instagram.

## Suite
Le 11 novembre 2022, la distribution ABO Entertainment annonce que le quatrième volet The Roundup: Punishment est actuellement en tournage, avec toujours Ma Dong-seok, ainsi que Kim Moo-yul, Lee Dong-hwi, Lee Joo-bin, Park Ji-hwan, Yoon Kye-sang et Son Suk-ku.